# Северный флот СССР во время Великой Отечественной войны
Северный флот СССР во время Великой Отечественной войны — состав Северного флота ВМФ СССР и его боевые действия в ходе Великой Отечественной войны.
Северный флот образован в составе ВМФ СССР согласно Приказу НКО СССР № 056 от 11 мая 1937 года Маршала Советского Союза К. Е. Ворошилова на основе Северной военной флотилии, которая была создана 01.06.1933 г. для обороны Заполярья. Суровым испытанием для молодого Северного флота явилась Великая Отечественная война. С 22 июня 1941 года по 9 мая 1945 года Северный флот непрерывно действовал на открытом морском театре, который отличался огромными размерами и суровыми физико-географическими особенностями.

## Состав флота

### Корабельный состав на 22 июня 1941 года
На 22 июня 1941 года в составе Северного флота находились 8 эсминцев (один из них в 1940—1944 годах на капитальном ремонте), 15 подводных лодок (были сведены в бригаду ПЛ Северного флота), 7 сторожевых кораблей, 1 минный заградитель, 2 тральщика, 14 сторожевых катеров, вспомогательные суда.
Штатная численность личного состава до мобилизации насчитывала 29 721 человек.

### ВВС флота на 22 июня 1941 года
ВВС СФ на 22.06.1941 насчитывали 116 боевых самолётов, включая 11 бомбардировщиков, 49 истребителей, 56 разведчиков, 26 самолётов вспомогательной авиации:
- 118-й морской разведывательный авиационный полк — 35 МБР-2 и 7 ГСТ;
- 72-й смешанный авиационный полк — 49 истребителей (в том числе: 28 И-15бис, 17 И-153, 4 И-16) и 11 бомбардировщиков СБ;
- 49-я отдельная морская разведывательная авиаэскадрилья — 10 МБР-2;
- 24-е отдельное авиационное звено связи (БелВМБ) — 2 МБР-2;
- 34-е отдельное санитарное авиационное звено — 2 МБР-2.

Командующий ВВС флота — генерал-майор авиации А. А. Кузнецов.

### Пополнение корабельного состава в годы войны
С началом войны во флот по мобилизации было передано 130 гражданских судов, которые были переоборудованы в 28 тральщиков, 21 сторожевой корабль, 4 минных заградителя, 8 вооружённых ледоколов, 70 катеров различного назначения.
Из Морпогранохраны НКВД СССР флоту в начале войны были переданы 4 сторожевых корабля («Жемчуг», «Рубин», «Бриллиант», «Сапфир»), 1 поисковое судно («Нептун»), 10 катеров, 31 единица прочих плавредств (мотоботы, шхуны и т. д.).
В отличие от других флотов, Северный флот в течение войны увеличил свои силы. Так, во второй половине 1941 года на флот по Беломорско-Балтийскому водному пути в составе экспедиций особого назначения ЭОН-11 и ЭОН-15 удалось перебросить 8 подводных лодок, 6 торпедных катеров, 4 сторожевых катера (всего была запланирована переброска 20 кораблей, но путь был выведен из строя противником).
В период с 1942 года по январь 1943 года на Северный флот экспедицией ЭОН-17 с Волги были переброшены 8 подводных лодок типа «Малютка» XII серии (5 из них до лета 1943 года достраивались на Заводе № 402).
В 1942 году с Тихого океана по Северному морскому пути на флот прибыла ЭОН-18: лидер «Баку», эсминцы «Разумный» и «Разъярённый» проекта 7 (входивший в состав ЭОН-18 эсминец «Ревностный» того же проекта в самом начале экспедиции получил сильные повреждения, столкнувшись в Амурском лимане с советским пароходом «Терней», и был оставлен на Тихом океане).
В начале 1943 года также с Тихого океана в составе ЭОН-19, пройдя своим ходов свыше 17 000 миль через Панамский канал, на флот прибыли 5 подводных лодок (шестая — Л-16, была потоплена японцами на Тихом океане во время перехода). В 1943 году судостроительная промышленность СССР передала флоту 4 подводные лодки, в 1944 году — 3 подводные лодки, 8 больших и 2 малых охотников за подводными лодками. В конце 1944 года возвратился в строй эсминец «Карл Либкнехт», стоявший на капремонте с 1940 года на СРЗ «Красная кузница» в Архангельске.
Отлично работали органы тыла Северного флота, за годы войны отремонтировавшие 1170 боевых кораблей флота (столь высокая цифра потому что многие корабли попадали в ремонт неоднократно), 296 кораблей и судов союзников, 120 судов вспомогательного флота, переоборудовавшие 55 рыболовных траулеров в боевые и вспомогательные корабли с установкой вооружения на них.
Также в 1942—1943 годах по ленд-лизу на флот прибыли переданные США и Великобританией 9 больших охотников типа SC (по советской классификации — типа БО-1) и 12 тральщиков.
В 1944 году на флот прибыли линкор «Архангельск», крейсер «Мурманск» и 9 эсминцев, которые были поставлены союзниками в счет раздела итальянского флота после выхода Италии из войны (позднее возвращены в США и Великобританию). Кроме того, от союзников в 1944 году были переданы 3 тральщика, 15 больших охотников, 31 малый охотник и 44 торпедных катера. В 1945 году от союзников получены флотом 3 тральщика, 16 больших охотников, 22 торпедных катера, 4 десантных судна.

### Состав флота на 9 мая 1945 года
Линейный корабль, крейсер, 17 эскадренных миноносцев, 51 сторожевой катер (часть поставлена по ленд-лизу), 45 охотников за подводными лодками (ленд-лиз), 45 тральщика (20 тральщиков английской постройки типа MMS), 56 торпедных катеров: Г-5, Д-3, «Хиггис», «Воспер» (заменены торпедные аппараты), 42 подводные лодки (три переданы в счёт раздела итальянского флота, одна погибла на переходе).
ВВС флота насчитывали 718 самолётов различных классов (истребители «Аэрокобра», «Спитфайр», гидросамолёты «Каталина», бомбардировщики и торпедоносцы «Бостон» переданы по ленд-лизу).
В береговой артиллерии имелось 256 орудий, в морской пехоте — более 25 тысяч морских пехотинцев.

## Боевые действия
В ходе войны в задачи флота входило прикрытие приморского фланга 14-й армии от вражеских десантов и обстрелов кораблей, защита своих путей морского сообщения и удары по коммуникациям врага, нарушавшие транспортные перевозки противника и лишавшие его инициативы на море. Флот внёс огромный вклад в Оборону Заполярья.
Флот также высадил 15 оперативно-тактических и тактических морских десантов (общей численностью более 16 000 человек), не считая многочисленных высадок разведывательных отрядов в тыл врага (а только с подводных лодок флота выполнено 39 таких высадок). Большую роль в сражениях при Обороне Заполярья сыграли высадки десанта в губе Большая Западная Лица в 1941-м и 1942-м годах, на мыс Пикшуев и десантная операция в Мотовском заливе. Во время советского наступления в 1944-м году флот высаживал десанты в губе Малой Волоковой, в порту Лиинахамари и в Варангер-фьорде.
Флот формировал и посылал на сухопутный фронт части морской пехоты, прославившиеся в боях под Москвой, Ленинградом, Сталинградом и на Северном Кавказе.
Одной из важнейших задач флота на протяжении всей войны было обеспечение морских перевозок арктическими конвоями грузов, поставляемых в СССР по ленд-лизу (в северные порты СССР прибыл 41 конвой в составе 738 транспортов) и встречных перевозок сырья и материалов для военной промышленности в порты союзников (убыло 36 конвоев в 736 транспортов). Для выполнения этой задачи корабли флота выполнили 1 347 боевых выходов. Второй важнейшей задачей флота стало обеспечение морских перевозок по внутренним морским коммуникациям (прежде всего, по Северному морскому пути) — проведен 1741 конвой (3 568 транспортов), доставивший 1 762 000 человек личного состава и свыше 3 500 000 тн военных и хозяйственных грузов, потери при этом составили 11 транспортов. В целях обеспечения бесперебойного действия морских коммуникаций Северный флот на протяжении всей войны вёл противолодочную борьбу (на театре против него действовало единовременно от 6-ти в начале войны до 37-ми в 1944 году немецких подводных лодок).
С 1942 по 1944 гг. в Полярном на ротационной основе базировались 2—3 английских подводных лодки, надводные корабли Англии и США. 

### Нанесённый урон
Северный флот был вторым по результативности среди подводных флотов СССР. В период с 1941 по 1944 год они уничтожили 29 транспортов, танкеров и вспомогательных судов на 84 760 брт и повредили четыре судна на 19 077 брт. Кроме того, они уничтожили и повредили восемь норвежских мотоботов. Но, не став первыми по уничтоженному тоннажу, североморцы стали лидерами по количеству потопленных военных кораблей – 17 единиц.  Это объясняется тем, что они часто нападали на вражеские конвои и жертвами этих атак становились не только транспорты, но и корабли сопровождения.
Торпедные катера Северного флота в 2 658 боевых выходах (в том числе для выполнения иных боевых задач) потопили по докладам командиров 76 немецких плавсредств и 58 повредили. По данным исследователя А. В. Платонова, сопоставившего советские данные с сведениями из немецких архивов, достоверно подтверждено потопление 4 боевых кораблей и 10 судов.
Исследователем М. Э Морозовым была предпринята попытка составить список потерь кораблей основных классов немецкого ВМС от действий Северного флота по подтверждённым данным, в котором оказались: 7 тральщиков, 29 противолодочных и сторожевых кораблей, 3 подводные лодки, 2 плавучие артиллерийские батареи (не считая БДБ, артиллерийских барж, катеров и иных вспомогательных кораблей). По данным С. Богатырева и К. Стрельбицкого, немецкие потери от действий Северного флота были больше: 11 тральщиков, 27 сторожевых кораблей, 14 охотников за подводными лодками, 3 подводные лодки, 5 БДБ, 3 крупных вспомогательных судна ВМС (гидроавиатранспорт, плавмастерская и судно-ловушка), не менее 22 малых вспомогательных судов, 79 транспортов.
Соединениями и частями флота, действовавшими на сухопутном фронте, истреблены десятки тысяч немецко-финских солдат и офицеров.

### Собственные потери
Благодаря героической обороне Кольского полуострова и Мурманска, полуостровов Рыбачий и Средний, части Северного флота в течение всей войны действовали со своих основных баз, не были вынуждены спешно эвакуироваться под ударами врага и на равных вели борьбу с силами противника. Соответственно, из состава трёх воюющих флотов (Северный, Черноморский и Балтийский) Северный флот понёс минимальные потери.
Так, за всю войну наиболее крупными потерями флота стала гибель трёх эсминцев: «Стремительный» (потоплен вражеской авиацией 20 июля 1941 года в главной базе флота), «Сокрушительный» (погиб 20 ноября 1942 года во время шторма при проводке конвоя QP-15, то есть без воздействия противника), «Деятельный» (бывший американский, затем британский эсминец, потоплен германской подводной лодкой 16 января 1945 года в ходе эскорта внутреннего арктического конвоя КБ-1).
Значительными являются потери в подводных лодках, которые вели активные боевые действия в течение всей войны. Северный флот потерял 23 подводные лодки (с учётом погибшей на переходе из Великобритании в Мурманск В-1 с советским экипажем) из 47-ми, бывших в составе флота за всю войну, что составляет 47 % от их количества за всю войну. Из этого числа 13 подводных лодок пропали без вести (наиболее вероятная причина гибели — подрыв на мине), 3 — потоплены вражеской авиацией, по 1 — торпедами вражеских подводных лодок и действиями надводных кораблей. Ещё 3 подводные лодки потоплены, по германским данным, глубинными бомбами с надводных кораблей, но достоверность этих данных пока не установлена.
Потери сторожевых кораблей составили 16 (из общего числа в 34, что составляет 47 %). Практически все погибшие сторожевики являются мобилизованными на период войны гражданскими судами. Наибольшее число потерь — от авиации противника.
Потери в тральщиках составляют 13 кораблей (из общего числа в 54 имевшихся за всю войну, что составляет 24 %), основная масса — от вражеских подводных лодок.
Кроме того, флот потерял по всем причинам 12 торпедных катеров, 3 катера типа «большой морской охотник», 7 катеров «малый охотник», 9 сторожевых катеров. Общее количество потерянных флотом кораблей и вспомогательных судов составляет 119 единиц.
Потери в личном составе — безвозвратные 10 905 человек (из них 1308 человек — небоевые потери), что в 5 раз менее аналогичных потерь Балтийского флота и в 8 раз — Черноморского флота. Также за войну было ранено 8978 человек и попало в госпитали из-за болезней и обморожений — 16 299 человек.

### Подвиги
Известными образцами мужества и отваги, проявленными моряками Северного флота, стали:
- подвиг экипажа сторожевого корабля «Пассат» (СКР-22), бывшего траулера, погибшего 12 июля 1941 года в бою с тремя эсминцами кригсмарине при охранении конвоя из двух судов ЭПРОН (РТ-32 и РТ-67), буксировавших судоподъёмные понтоны;
- подвиг экипажа сторожевого корабля «Туман» (СКР-12), бывшего траулера, принявшего 10 августа 1941 года неравный бой с тремя эсминцами кригсмарине, прикрывая вход в Кольский залив;
- подвиг экипажа ледокольного парохода «Александр Сибиряков», принявшего 25 августа 1942 года неравный бой с тяжёлым крейсером «Адмирал Шеер» — этот бой спас советский конвой на Севморпути и Порт Диксон (своевременно получивших радиосообщение с «Александра Сибирякова» о действиях немецкого «карманного линкора» в Карском море), операция «Вундерланд» фактически была сорвана[27];
- повреждение тараном сторожевым кораблем «Бриз» (бывший траулер «Мурманрыбы») подводной лодки U-578;
- подвиг гарнизона полуостровов Рыбачий и Средний — оборона 1273 дня;
- подвиг моряков 1-го и 2-го добровольческих отрядов СФ на хребте Муста-Тунтури;
- подвиги и боевая служба экипажа гвардейского эсминца «Гремящий».

### Награды
За героизм и мужество, проявленные в боях, 85 матросов, старшин, сержантов и офицеров были удостоены высокого звания Героя Советского Союза, трое из них — лётчик Б. Ф. Сафонов, катерник А. О. Шабалин и разведчик В. Н. Леонов — стали Дважды Героями Советского Союза. Орденами и медалями в годы войны награждены свыше 48 000 бойцов и командиров флота.
За образцовое выполнение заданий командования в годы войны 46 соединений, кораблей и частей флота были награждены орденами Красного Знамени, Красной Звезды и Ушакова I степени; 12 кораблей, частей и соединений флота — преобразованы в гвардейские; 14 — получили почётные наименования. 24 июня 1945 года в Параде Победы в составе сводного полка ВМФ приняли участие 200 североморцев.
Флот до конца выполнил свой долг перед Родиной. Спустя два десятилетия, 7 мая 1965 года в ознаменование 20-летия Победы в Великой Отечественной войне 1941—1945 годов Северный флот был награждён орденом Красного Знамени.

## Командный состав
- Командующий — контр-адмирал, с сентября 1941 года вице-адмирал, с марта 1944 года адмирал А. Г. Головко (июнь 1941 г. — до конца войны).
- Член Военного совета:
  - дивизионный комиссар, с декабря 1942 года контр-адмирал, с мая 1944 года вице-адмирал А. А. Николаев (июнь 1941 г. — до конца войны).
- Начальники штаба:
  - контр-адмирал С. Г. Кучеров (июнь 1941 г. — март 1943 г.)
  - контр-адмирал М. И. Фёдоров (март 1943 г. — май 1944 г.)
  - контр-адмирал, с мая 1944 года вице-адмирал В. И. Платонов (май 1944 г. — до конца войны)